# يوشياكي شيمجو
يوشياكي شيمجو (باليابانية: 下條 佳明) (10 مايو 1954 في ناغانو في اليابان – )؛ هو لاعب كرة قدم ياباني سابق كان يلعب كمدافع.

## وصلات خارجية
- J.League Data Site (باليابانية)